# Walter Vinson
Walter Vinson (* 2. Februar 1901 in Bolton, Mississippi; † 22. April 1975 in Chicago, Illinois; auch Walter Vincson oder Walter Vincent genannt) war ein US-amerikanischer Blues-Gitarrist und Sänger, der vor allem mit den Mississippi Sheiks bekannt wurde.
Bereits als Kind war Vinson Musiker und spielte bei Feiern und Tanzveranstaltungen. Meistens war er Teil eines Duos oder Trios, u. a. mit Charlie McCoy, Rubin Lacy oder Son Spand.
Vinsons fruchtbarste Zeit war seine langjährige Zusammenarbeit mit Lonnie Chatmon, mit dem er Ende der 1920er Jahre die Mississippi Sheiks bildete. Daneben machte er mit den Mississippi Hot Footers Aufnahmen und trat mit Chatmons Brüdern Bo und Harry auf.
Nach der Auflösung der Mississippi Sheiks 1933 spielte Vinson mit verschiedenen Partnern und landete schließlich in Chicago. Mitte der 1940er Jahre zog er sich aus der Musik zurück, bis er in den 1960er Jahren wiederentdeckt wurde.
Walter Vinson starb 1975 in Chicago.